# Бромид-триарсенид дикадмия
Бромид-триарсенид дикадмия — неорганическое соединение
кадмия, мышьяка и брома с формулой Cd2As3Br,
чёрные кристаллы,
не растворяется в воде.

## Получение
- Нагревание в толстостенной ампуле кадмия, мышьяка и бромида кадмия:

{\displaystyle {\mathsf {3Cd+6As+CdBr_{2}\ {\xrightarrow {470^{o}C}}\ 2Cd_{2}As_{3}Br}}}

## Физические свойства
Бромид-триарсенид дикадмия образует чёрные кристаллы
моноклинной сингонии,
пространственная группа C 2/c,
параметры ячейки a = 0,8281 нм, b = 0,9411 нм, c = 0,7993 нм, β = 101,49°, z = 4.
Не растворяется в воде.